# Murray-Insel
Die Murray-Insel (englisch Murray Island, im Vereinigten Königreich Bluff Island, in Chile Isla Gándara) ist eine 10 km lange Insel vor der Danco-Küste des Grahamlands auf der Antarktischen Halbinsel. Sie liegt auf der Südwestseite der Hughes Bay.
Die Insel war bereits Walfängern bekannt, die seit den 1820er Jahren in diesen Gewässern jagten. Allerdings wurde sie auf Karten stets mit dem Festland verbunden dargestellt. Erst 1922 deckte die Fahrt des Wahlfangschiffs Graham durch den Kanal zwischen der Festlandküste und der Insel die eigentliche Natur dieses geographischen Objekts auf. Benannt ist die Insel in Verbindung mit Kap Murray nach dem britischen Meereszoologen und Ozeanographen John Murray (1841–1914), einem vehementen Befürworter der Forschungstätigkeiten in der Antarktis. Das UK Antarctic Place-Names Committee benannte sie 1960 in Anlehnung an den ursprünglichen Namen Bluff Point für das Kap Murray. Namensgeber der chilenischen Benennung ist Jorge Gándara Bofill, Kapitän der Covadonga bei der 1. (1947–1948) und 2. (1948–1949) sowie Leiter der 9. Chilenischen Antarktisexpedition (1954–1955).